# Český lev
Český lev je česká filmová cena udělovaná od roku 1993. Ocenění symbolizuje křišťálová soška lva a je udělováno v několika kategoriích. V roce 2014 Český lev prošel reorganizací a soutěž nyní pořádá Česká filmová a televizní akademie (ČFTA), která ocenění Český lev uděluje již od roku 1995. ČFTA se skládá z filmových profesionálů jako jsou režiséři, kritici, producenti, herci a další odborníci napříč celým filmovým průmyslem.
Akademici hodnotí české celovečerní distribuční filmy, koprodukce a další audiovizuální díla, která měla premiéru mezi 1. lednem a 31. prosincem uplynulého kalendářního roku. V prvním kole akademici na ceny nominují tvůrce a filmy v několika statutárních i nestatutárních kategoriích. Nominace jsou vyhlášeny s předstihem na tiskové konferenci. Samotné udílení cen probíhá na slavnostním galavečeru, který je pokládán za jednu z nejvýznamnějších událostí českého kulturního dění. 
Nejvyšší počet 12 lvů obdržel film Masaryk (2016), z profesí střihač Jiří Brožek (9 lvů) a v hereckých kategoriích Ivan Trojan (7 lvů) a Anna Geislerová s Klárou Melíškovou (5 lvů).

## Trofeje
Vítězové cen Český lev získávají křišťálové trofeje, které od roku 2018 navrhuje designér Rony Plesl a vyrábí sklárny Rückl. Má podobu sošky lva na podstavci, přičemž motivy podstavce se každoročně obměňují. Držitelé nestatutárních cen pak dostávají samotný podstavec. V minulosti prošla cena několika změnami, od zmenšeniny lva až po podobu světelného kužele, ve kterém byl umístěn plastický lev, později lev ve 2D formě, za jehož návrhem stál Jakub Berdych.

## Kategorie

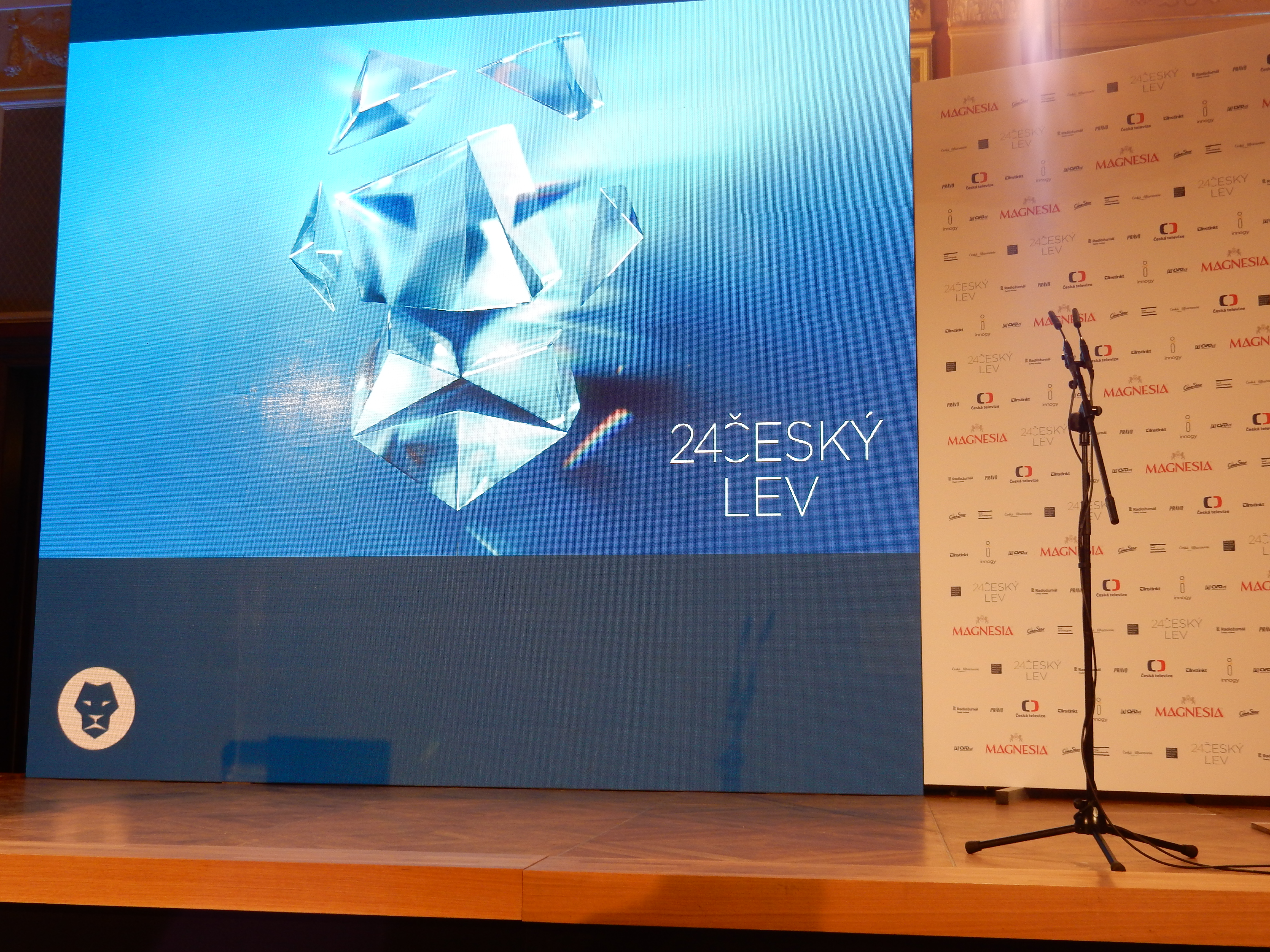
Tisková konference k Českému lvu 2016

Soutěžní kategorie cen Český lev se od roku založení průběžně proměňují. Kromě nejsledovanějších kategorií, jako jsou herecké výkony, režie a film roku se udělují ceny za kameru, střih, zvuk, hudbu a další. Kategorie nejlepší výtvarný počin byla od roku 2014 rozdělena do tří podkategorií – nejlepší filmová scénografie (od roku 2020 jen nejlepší scénografie), nejlepší kostýmy a nejlepší masky. Cenu filmových kritiků a teoretiků nahradily samostatné Ceny české filmové kritiky Ceny české filmové kritiky.
Od roku 2015 se udělují ceny za televizní tvorbu, a to ve dvou kategoriích. Do hlasování přihlašují díla sami televizní provozovatelé. Nominace a následně i ceny jsou udělovány v kategoriích nejlepší televizní film nebo minisérie a nejlepší televizní seriál. Od roku 2020 jsou pro televizní formáty otevřeny i další kategorie, ve kterých se posuzují výkony po boku tvůrců celovečerních, resp. dokumentárních filmů. Od roku 2020 jsou zařazeny dvě nové kategorie, nejlepší animovaný film a nejlepší krátký film.
Za celovečerní film se považuje takový, jehož délka trvání je alespoň 60 minut. Soutěže se může účastnit pouze český film, který je definován film s češtinou jako dominantním jazykem, film financovaný ze 100 % z České republiky nebo film financovaný alespoň z 20 % z České republiky, který má české zastoupení v profesi režie nebo alespoň v jiných třech klíčových filmových profesí. Film musel mít premiéru v příslušném roce a promítán v České republice v rozsahu alespoň 28 projekcí s výběrem vstupného.

### Statutární ceny
Kategorie za rok 2024.
- nejlepší celovečerní hraný film
- nejlepší režie
- nejlepší scénář
- nejlepší kamera
- nejlepší hudba
- nejlepší střih
- nejlepší zvuk
- nejlepší scénografie
- nejlepší kostýmy
- nejlepší masky
- nejlepší herečka v hlavní roli
- nejlepší herec v hlavní roli
- nejlepší herečka ve vedlejší roli
- nejlepší herec ve vedlejší roli
- nejlepší dokumentární film
- nejlepší minisérie nebo seriál
- nejlepší animovaný film
- nejlepší krátký film
- nejlepší herečka v hlavní roli v seriálovém díle
- nejlepší herec v hlavní roli v seriálovém díle
- nejlepší herečka ve vedlejší roli v seriálovém díle
- nejlepší herec ve vedlejší roli v seriálovém díle
- mimořádný přínos české kinematografii
- mimořádný počin v oblasti audiovize (cena nemusí být udělena)

### Nestaturární ceny
- cena filmových fanoušků (od 2014[6])
- nejlepší filmový plakát (od 1998)
- Cena Magnesia za nejlepší studentský film  (od 2010[7])

### Bývalé ceny
- divácky nejúspěšnější film (do 2014[6])
- Cena Magnesie – nejlepší zahraniční film (do 2014[6])
- Cena Sazky – nejlepší nerealizovaný scénář
- Cena filmových kritiků (do 2014[6])
- Cena čtenářů časopisu Premiere
- Plyšový lev – nejhorší film (do 2009, nahrazena kategorií Nejlepší dokument[8])

## Nejlepší film
Ve většině případů získává Českého lva za režii režisér vítězného filmu. Výjimku tvořily ročníky 2001 (vítězným filmem se stal Otesánek Jana Švankmajera, ale cenu za nejlepší režii obdržel Jan Svěrák za Tmavomodrý svět), 2007 (vítězným filmem se staly Tajnosti Alice Nellis, ale cenu za nejlepší režii obdržel Jan Svěrák za Vratné lahve) a 2023 (vítězným filmem se stali Bratři Tomáše Mašína, ale cenu za nejlepší režii obdrželi Tomáš Pavlíček a Jan Vejnar za film Přišla v noci).
| Ročník | Rok  | Vítězný film                     | Režisér/ka vítězného filmu |
| ------ | ---- | -------------------------------- | -------------------------- |
| 1.     | 1993 | Šakalí léta                      | Jan Hřebejk                |
| 2.     | 1994 | Díky za každé nové ráno          | Milan Šteindler            |
| 3.     | 1995 | Zahrada                          | Martin Šulík               |
| 4.     | 1996 | Kolja                            | Jan Svěrák                 |
| 5.     | 1997 | Knoflíkáři                       | Petr Zelenka               |
| 6.     | 1998 | Je třeba zabít Sekala            | Vladimír Michálek          |
| 7.     | 1999 | Návrat idiota                    | Saša Gedeon                |
| 8.     | 2000 | Musíme si pomáhat                | Jan Hřebejk                |
| 9.     | 2001 | Otesánek                         | Jan Švankmajer             |
| 10.    | 2002 | Rok ďábla                        | Petr Zelenka               |
| 11.    | 2003 | Nuda v Brně                      | Vladimír Morávek           |
| 12.    | 2004 | Horem pádem                      | Jan Hřebejk                |
| 13.    | 2005 | Štěstí                           | Bohdan Sláma               |
| 14.    | 2006 | Obsluhoval jsem anglického krále | Jiří Menzel                |
| 15.    | 2007 | Tajnosti                         | Alice Nellis               |
| 16.    | 2008 | Karamazovi                       | Petr Zelenka               |
| 17.    | 2009 | Protektor                        | Marek Najbrt               |
| 18.    | 2010 | Pouta                            | Radim Špaček               |
| 19.    | 2011 | Poupata                          | Zdeněk Jiráský             |
| 20.    | 2012 | Ve stínu                         | David Ondříček             |
| 21.    | 2013 | Hořící keř                       | Agnieszka Holland          |
| 22.    | 2014 | Cesta ven                        | Petr Václav                |
| 23.    | 2015 | Kobry a užovky                   | Jan Prušinovský            |
| 24.    | 2016 | Masaryk                          | Julius Ševčík              |
| 25.    | 2017 | Bába z ledu                      | Bohdan Sláma               |
| 26.    | 2018 | Všechno bude                     | Olmo Omerzu                |
| 27.    | 2019 | Nabarvené ptáče                  | Václav Marhoul             |
| 28.    | 2020 | Šarlatán                         | Agnieszka Holland          |
| 29.    | 2021 | Zátopek                          | David Ondříček             |
| 30.    | 2022 | Il Boemo                         | Petr Václav                |
| 31.    | 2023 | Bratři                           | Tomáš Mašín                |
| 32.    | 2024 | Vlny                             | Jiří Mádl                  |

## Nejlepší dokumentární film
Kategorie byla zřízena v roce 2009 pro tvorbu za rok 2008.
| Rok  | Vítězný dokument                | Režisér/ka                     |
| ---- | ------------------------------- | ------------------------------ |
| 2008 | Občan Havel                     | Pavel Koutecký, Miroslav Janek |
| 2009 | Zapomenuté transporty do Polska | Lukáš Přibyl                   |
| 2010 | Katka                           | Helena Třeštíková              |
| 2011 | Pod sluncem tma                 | Martin Mareček                 |
| 2012 | Láska v hrobě                   | David Vondráček                |
| 2013 | Šmejdi                          | Silvie Dymáková                |
| 2014 | Olga                            | Miroslav Janek                 |
| 2015 | Opři žebřík o nebe              | Jana Ševčíková                 |
| 2016 | Normální autistický film        | Jan Macola                     |
| 2017 | Červená                         | Olga Sommerová                 |
| 2018 | King Skate                      | Šimon Šafránek                 |
| 2019 | Dálava                          | Martin Mareček                 |
| 2020 | V síti                          | Vít Klusák, Barbora Chalupová  |
| 2021 | Jednotka intenzivního života    | Adéla Komrzý                   |
| 2022 | Zkouška umění                   | Adéla Komrzý, Tomáš Bojar      |
| 2023 | Všechno dobře dopadne           | Miroslav Janek                 |
| 2024 | Ještě nejsem, kým chci být      | Klára Tasovská                 |

## Nejlepší animovaný film
Kategorie byla zřízena v roce 2021 pro tvorbu za rok 2020.
| Rok  | Vítězný animovaný film          | Režisér/ka                     |
| ---- | ------------------------------- | ------------------------------ |
| 2020 | Barevný sen                     | Jan Balej                      |
| 2021 | Myši patří do nebe              | Jan Bubeníček, Denisa Grimmová |
| 2022 | Zuza v zahradách                | Lucie Sunková                  |
| 2023 | Tonda, Slávka a kouzelné světlo | Filip Pošivač                  |
| 2024 | Život k sežrání                 | Kristina Dufková               |

## Nejlepší krátký film
Kategorie byla zřízena v roce 2021 pro tvorbu za rok 2020.
| Rok  | Vítězný krátký film        | Režisér/ka           |
| ---- | -------------------------- | -------------------- |
| 2020 | Anatomie českého odpoledne | Adam Martinec        |
| 2021 | Milý tati                  | Diana Cam Van Nguyen |
| 2022 | Rituály                    | Damián Vondrášek     |
| 2023 | Atestace                   | Jan Hecht            |
| 2024 | Bzukot Země                | Greta Stocklassa     |

## Držitelé nejvyššího počtu ocenění mezi herci a herečkami
Několik herců a hereček získalo Českého lva víckrát, ať už za herecký výkon v hlavní roli (HR) nebo ve vedlejší roli (VR).
| Herec           | Lvů | Film (rok, role) |
| --------------- | --- | --- |
| Ivan Trojan     | 7   | Šarlatán (2020, HR), Díra u Hanušovic (2014, HR), Ve stínu (2012, HR), Václav (2007, HR), Jedna ruka netleská (2003, VR), Smradi (2002, HR), Musím tě svést (2002, VR) |
| Oldřich Kaiser  | 4   | Zahradníkův rok (2024 HR), Muž se zaječíma ušima (2021, VR), Po strništi bos (2017, VR), Masaryk (2016, VR)                                                            |
| Jiří Schmitzer  | 4   | Staříci (2019, HR), Jako nikdy (2013, HR), Kráska v nesnázích (2006, HR), Bumerang (1997, HR)                                                                          |
| Jan Budař       | 3   | Václav (2007, VR), Mistři (2004, VR), Nuda v Brně (2003, HR) |
| Kryštof Hádek   | 3   | Volha (2023, HR), Kobry a užovky (2015, VR), 3 sezóny v pekle (2009, HR)                                                                                               |
| Vladimír Dlouhý | 2   | Kajínek (2010, VR, in memoriam), Hlídač č. 47 (2008, VR) |
| Jiří Kodet      | 2   | Pelíšky (1999, HR), Knoflíkáři (1997, VR) |
| Jiří Lábus      | 2   | Klauni (2013, VR), Amerika (1994, VR) |
| Bolek Polívka   | 2   | Musíme si pomáhat (2000, HR), Zapomenuté světlo (1996, HR) |
| Karel Roden     | 2   | Masaryk (2016, HR), Hlídač č. 47 (2008, HR) |

| Herečka          | Lvů | Film (rok, role) |
| ---------------- | --- | --- |
| Anna Geislerová  | 5   | Nevinnost (2011, HR), Kráska v nesnázích (2006, HR), Štěstí (2005, VR), Želary (2003, HR), Návrat idiota (1999, VR)   |
| Klára Melíšková  | 5   | Podezření (2022, HR), Vlastníci (2019, VR), Já, Olga Hepnarová (2016, VR), Čtyři slunce (2012, VR), Mistři (2004, VR) |
| Zuzana Bydžovská | 3   | Mamas & Papas (2010, HR), Venkovský učitel (2008, HR), Gympl (2007, VR)                                               |
| Petra Špalková   | 3   | Krajina ve stínu (2020, VR), Bába z ledu (2017, VR), Jako nikdy (2013, HR),                                           |
| Tereza Brodská   | 2   | Dvojrole (1999, HR), Má je pomsta (1995, VR)                                                                          |
| Iva Janžurová    | 2   | Výlet (2002, HR), Co chytneš v žitě (1998, HR)                                                                        |
| Zuzana Kronerová | 2   | Bába z ledu (2017, HR), Divoké včely (2001, VR)                                                                       |
| Jiřina Bohdalová | 2   | Fany (1995, HR), Nesmrtelná teta (1993, HR)                                                                           |

## Plyšový lev
Plyšový lev byla anticena kritiků za nejhorší film roku, podobně jako např. Zlatá malina. Jediný režisér, který si cenu osobně převzal, byl Zdeněk Tyc za film UŽ. V dalším ročníku 1997 nebyla anticena udělena a od následujícího roku bylo její vyhlašování přesunuto z hlavního udílecího večera na večer nominační, posléze jen na tiskovou konferenci. Anticena byla zcela zrušena při revizi kategorií k Českému lvu 2008.
- 1993 – Kanárská spojka
- 1994 – Ještě větší blbec, než jsme doufali
- 1995 – Divoké pivo
- 1996 – UŽ
- 1997 – cena neudělena
- 1998 – Rychlé pohyby očí
- 1999 – Nebát se a nakrást
- 2000 – Začátek světa
- 2001 – Jak ukrást Dagmaru
- 2002 – Waterloo po česku
- 2003 – Kameňák
- 2004 – Kameňák 2
- 2005 – Kameňák 3
- 2006 – Po hlavě do prdele
- 2007 – Poslední plavky

## Mimořádný přínos české kinematografii
Kategorie byla několikrát přejmenována. Od svého počátku až do roku 1999 se jmenoval Dlouholetý umělecký přínos českému filmu, od roku 2000 Dlouholetý přínos českému filmu, od roku 2003 Dlouholetý umělecký přínos českému filmu, od roku 2010 Mimořádný přínos českému filmu, od roku 2011 Mimořádný přínos české kinematografii, od roku 2012 Mimořádný přínos českému filmu a od roku 2013 se navrátil jeho název zpátky k Mimořádný přínos české kinematografii.
| Rok  | Držitelé ceny                                                             |
| ---- | ------------------------------------------------------------------------- |
| 1993 | František Vláčil                                                          |
| 1994 | Jan Švankmajer                                                            |
| 1995 | Karel Kachyňa                                                             |
| 1996 | Jiří Menzel                                                               |
| 1997 | Miloš Forman                                                              |
| 1998 | Jiří Krejčík                                                              |
| 1999 | Miroslav Ondříček                                                         |
| 2000 | Věra Chytilová                                                            |
| 2001 | Otakar Vávra                                                              |
| 2002 | Juraj Jakubisko                                                           |
| 2003 | Theodor Pištěk                                                            |
| 2004 | Stella Zázvorková                                                         |
| 2005 | Jan Němec                                                                 |
| 2006 | Ivan Passer                                                               |
| 2007 | Vojtěch Jasný                                                             |
| 2008 | Juraj Herz                                                                |
| 2009 | Jana Brejchová                                                            |
| 2010 | Zdeněk Svěrák                                                             |
| 2011 | Josef Somr                                                                |
| 2012 | Karel Černý                                                               |
| 2013 | Vladimír Körner                                                           |
| 2014 | Drahomíra Vihanová                                                        |
| 2015 | Stanislav Milota                                                          |
| 2016 | Mezinárodní filmový festival Karlovy Vary – Eva Zaoralová a Jiří Bartoška |
| 2017 | Alois Fišárek                                                             |
| 2018 | Věra Plívová-Šimková                                                      |
| 2019 | Jaromír Kallista                                                          |
| 2020 | Hynek Bočan                                                               |
| 2021 | Ivo Špalj                                                                 |
| 2022 | Marcela Pittermannová, Jan Jíra                                           |
| 2023 | Vladimír Smutný                                                           |
| 2024 | Mario Klemens, Karel Smyczek                                              |